# Rambus
Rambus Incorporated — финансовая организация, являющаяся лицензиаром технологий, на данный момент обозначившаяся как патентный тролль и бывшая ранее производителем памяти. Компания была основана в 1990 году, специализировалась на разработке технологий и чипов памяти для компьютеров; затем стала заниматься лицензированием собственных патентов и судебным преследованием компаний, работавших на рынке компьютерной памяти.

## История
Компания Rambus была основана в Калифорнии в 1990, и перерегистрирована в Делавэре в 1997 году. Выход акций на биржу NASDAQ состоялся в 1997 под тикетом RMBS. По состоянию на 2006, Rambus получает большую часть своих доходов за счет платежей за лицензирование патентов различным компаниям.
В начале 1990-х Rambus присоединилась к комитету JEDEC, но вышла из него в 1996 году, когда комитет отказался от планов по стандартизации DRDRAM.
В 2000 Rambus удалось заключить с Intel контракт о поддержке памяти DRDRAM (Direct Rambus DRAM) в процессорах Pentium 4 с новой микроархитектурой NetBurst. Данный тип памяти был дороже традиционной, однако, по заявлениям Rambus, только её производительность была достаточна для процессора. Intel приобрел миллион акций Rambus за 10 млн долларов, ещё 600 миллионов долларов было выплачено Micron Technology и Samsung Electronics для запуска производства DRDRAM. Однако оказалось, что производительности массово выпускавшейся на тот момент памяти DDR вполне достаточно для Pentium 4, кроме того, SiS и VIA начали производство альтернативных чипсетов.
Также в начале 2000-х выяснилось, что Rambus запатентовала множество основополагающих технологий, о которых ей стало известно во время её участия в комитете JEDEC, нарушив тем самым правила комитета. Эти технологии широко использовались в различной массовой памяти, в том числе PC-100 SDRAM, PC-133 SDRAM и DDR SDRAM, и Rambus начала судиться со множеством производителей, в том числе с NVIDIA, HP, Micron Technology, Hynix Semiconductor. Часть патентов Rambus в ходе судебных разбирательств были аннулированы.

## Стандарты памяти, разработанные Rambus
- RDRAM (1996)
- XDR DRAM
- XDR2 DRAM (2005)